# Campeonato Sul-Americano de Fórmula 2
A Fórmula 2 Sul-americana (em espanhol: Fórmula 2 Codasur) foi uma categoria automobilística de Fórmula 2 supervisionada pela Confederação Sul-Americana de Automobilismo, e organizada por Antonio De Souza Filho pela De Souza Promoções & Eventos, disputada na América do Sul entre os anos de 1983 e 1986. Durante os quatro anos na qual foi realizada, teve apenas um campeão, o argentino Guillermo Maldonado, que a bordo de um Berta-VW, se consagrou campeão em todas as temporadas. Foi substituída em 1987 pela Fórmula 3 Sul-americana.

## História
A ideia de criar esta categoria foi fortalecida pela alta competitividade das categorías de Fórmula 2 nos países sul-americanos. Tanto na Argentina, como no Brasil, eram realizados campeonatos de monopostos. O campeonato argentino de Fórmula 2 era sucessor da Mecânica Nacional Fórmula 1 Argentina, enquanto no país vizinho existia a Fórmula 2 Brasil, disputado desde 1981 em substituição à antiga Fórmula Super Vê. Com a crise econômica que atingiu a América Latina a partir de 1981, houve conversas entre os dirigentes argentinos e brasileiros para promover um único campeonato, de porte continental, que incluisse a participação de pilotos uruguaios, chilenos, venezuelanos e de outros países.
Em 1982 se decidiu criar a Confederação Sul-Americana de Automobilismo (sigla: CODASUR) e unificar as categorias nacionais em una só categoria continental. Esta finalmente veio a nascer em 1983, desenvolvendo corridas em circuitos da Argentina, Brasil, Chile e Uruguai. A maioria dos pilotos eram oriundos justamente destes quatro países, bem como havia pilotos da Venezuela, Perú, Paraguai e Colômbia.
Os monopostos eram todos chassis locais, equipados com motores de diferentes marcas, nas quais as mais destacadas eram Volkswagen (1500 de fabricação argentina e Passat de fabricação brasileira) e Renault (de fabricação argentina). Também tiveram importante papel os diferentes construtores de chassis como o argentino Oreste Berta e o brasileiro Pedro Muffato. Este último construiu o chassi Muffatão sob licença de Berta, pois o projeto era o mesmo do argentino, apenas construído em Cascavel, Paraná.
No entanto, apesar dos nomes e preparadores, a categoria teve apenas um único campeão nas 4 temporadas, já que Guillermo Maldonado se consagrou campeão nas quatro oportunidades que se disputou a categoria, guiando um monoposto Berta-VW. O desafiando havia rivais como o brasileiro Leonel Friedrich, os argentinos Rubén Luis di Palma, Miguel Ángel Guerra, Alberto Scarazzini, Gustavo Sommi, Guillermo Kissling, etc.
Finalmente, esta categoria foi substituída em 1987 pela Fórmula 3 Sul-americana, pela necessidade de adequação do regulamento técnico para um padrão internacional da FIA, e apenas o de Fórmula 3 da Europa se mostrava apropriado.
Durante seus 4 anos de existência, realizou 46 corridas. Várias delas com transmissão ao vivo para a Argentina pela ATC, para o Brasil pela Rede Manchete e Rede Bandeirantes, bem como para Uruguai, Chile, Venezuela, Colômbia e Equador.
Realizou corridas em diversos autódromos da América do Sul como: Interlagos, Tarumã, Brasília, Goiânia, Guaporé e Jacarepaguá no Brasil; Buenos Aires, Alta Gracia, San Juan, Rafaela e Salta, na Argentina; El Pinar no Uruguai, Las Vizcachas no Chile, e Tocancipá na Colômbia. A Fórmula 2 Sul-americana também resgatou as corridas em circuitos de rua na América do Sul, ao promover sua etapa de abertura no circuito de rua de Punta del Este no Uruguai, bem como a primeira corrida no circuito de rua de Florianópolis, e no circuito urbano de Mar del Plata.

## Sistema de pontuação
O sistema de pontuação segue os mesmos critérios da Fórmula 1, com os 6 primeiros pilotos marcando pontos, 9 - 6 - 4 - 3 - 2 - 1, respectivamente.
| Pontos | 9 | 6 | 4 | 3 | 2 | 1 |

## Campeões

### Classe A
| Ano  | Piloto              | Equipe                | Chassi | Motor      |
| ---- | ------------------- | --------------------- | ------ | ---------- |
| 1983 | Guillermo Maldonado | Maldonado Competición | Berta  | Volkswagen |
| 1984 | Guillermo Maldonado | Maldonado Competición | Berta  | Volkswagen |
| 1985 | Guillermo Maldonado | Maldonado Competición | Berta  | Volkswagen |
| 1986 | Guillermo Maldonado | Maldonado Competición | Berta  | Volkswagen |

## Pilotos temporada 1983
| N° | Piloto                | Carro                      | Patrocinadores                                                  |
| -- | --------------------- | -------------------------- | --------------------------------------------------------------- |
| 1  | Guillermo Maldonado   | Berta Mk2 Volkswagen 1500  | Cigarrillos 43/70 - Yomel                                       |
| 2  | Jorge Omar del Río    | Berta Mk2 Volkswagen 1500  | Cigarrillos 43/70 - Shot                                        |
| 3  | Leonel Friedrich      | Muffatão Volkswagen Passat | Ipiranga - Carro do Povo                                        |
| 4  | Adu Celso             | Muffatão Volkswagen Passat | Banco Union - Mobil                                             |
| 5  | Rubén Luis Di Palma   | Berta Mk2 Volkswagen 1500  | Cigarrillos 43/70 - Molycote                                    |
| 6  | Juan Carlos Ridolfi   | Berta Mk2 Volkswagen 1500  | Viceroy - Full Color - 3M - Evercrisp                           |
| 7  | Ronaldo Ely           | Muffatão Volkswagen Passat | Denim                                                           |
| 9  | Juan Manuel Fangio II | Berta Mk2 Volkswagen 1500  | Marlboro - Isaura - Bardahl                                     |
| 9  | Clemente Gimeno       | Berta Mk2 Volkswagen 1500  | Esso - Hotel Tupahue                                            |
| 10 | Egon Einoder          | Berta Mk2 Volkswagen 1500  | Shell - Funsa                                                   |
| 12 | Alejandro Schmauck    | Berta Mk2 Volkswagen 1500  | Marlboro - Denim - Seat                                         |
| 14 | Gustavo Sommi         | Berta Mk2 Renault Alpine   | Centrifugal - Texaco                                            |
| 15 | Fernando Camarotta    | Berta Mk2 Renault Alpine   | Centrifugal - Texaco - Fadecya                                  |
| 17 | Artur Bragantini      | Muffatão Volkswagen Passat |                                                                 |
| 18 | Guillermo Kissling    | Berta Mk2 Renault 18       | Renault                                                         |
| 19 | Sergio Santander      | Berta Mk2 Renault 18       | Renault - Esso - Facom                                          |
| 20 | Pedro Mufatto         | Muffatão Volkswagen Passat | Muffatão - Vera Cruz Seguradoras - TV Tarobá                    |
| 23 | Danny Candia          | Berta Mk2 Ford Taunus      | Petropar - Diario Hoy                                           |
| 26 | José Pedro Passadore  | Berta Mk2 Volkswagen 1500  | UFO Custom Jeans - Diario el País - Newport - Lubricantes Ancap |
| 27 | Alberto Scarazzini    | Berta Mk2 Volkswagen 1500  | Cigarrillos 43/70 - Wagner Lookheed                             |
| 30 | Fernando Croceri      | Berta Mk2 Volkswagen 1500  | Maderera Cordoba - Alcazar                                      |
| 31 | Ricardo Chourrout     | Berta Mk2 Volkswagen 1500  | UFO Custom Jeans                                                |
| 35 | Ricardo Rissati       | Berta Mk2 Fiat 128         | UFO Custom Jeans - Añejo W                                      |
| 37 | Cezar Pegoraro        | Muffatão Volkswagen Passat | Grendene - Taurus                                               |
| 38 | Norberto Picetti      | Berta Mk2 Renault 18       | UFO Custom Jeans                                                |
| 40 | Juan Cochesa          | Berta Mk2 Volkswagen 1500  | Petroleo de Venezuela S.A.                                      |
| 42 | Roberto Caneda        | Berta Mk2 Volkswagen 1500  |                                                                 |
| 47 | Miguel Angel Guerra   | Berta Mk2 Renault 18       |                                                                 |
| 51 | Roberto Urretavizcaya | Berta Mk2 Volkswagen 1500  | Bardahl                                                         |
| 70 | Aroldo Bauermann      | Muffatão Volkswagen Passat | Cinzano                                                         |

## Pilotos temporada 1984
| N° | Piloto                 | Carro                      | Patrocinadores                      |
| -- | ---------------------- | -------------------------- | ----------------------------------- |
| 1  | Guillermo Maldonado    | Berta Volkswagen 1500      | Cigarrillos 43/70 - Yomel           |
| 3  | Leonel Friedrich       | Muffatão Volkswagen Passat | Ipiranga GP Super                   |
| 9  | Egon Einoder           | Berta Volkswagen 1500      | Shell - Funsa                       |
| 10 | Eliseo Salazar         | Berta Volkswagen 1500      | Pioneer Radio Center - Indubal      |
| 12 | Francisco Feoli        | Muffatão Volkswagen Passat | Kodak - Gradiente                   |
| 14 | Gustavo Sommi          | Berta Renault 18           | Fadecya                             |
| 15 | José Pedro Passadore   | Berta Renault 18           | Newport - Shell                     |
| 16 | Marcos Troncon         | Heve Volkswagen Passat     | Shell Luma                          |
| 18 | Juan Manuel Fangio II  | Berta Renault 18           | UFO                                 |
| 19 | Hugo D. Gralia         | Berta Renault 18           | City of Miami-Rey del Valle         |
| 22 | Guillermo Kissling     | Berta Renault 18           | UFO                                 |
| 26 | Cezar Pegoraro         | Muffatão Volkswagen Passat | Grendene - Taurus - Texaco Havoline |
| 27 | Alberto Scarazzini     | Berta Volkswagen 1500      | Cigarrillos 43/70                   |
| 30 | Fernando Croceri       | Berta Volkswagen 1500      | Maderera Cordoba                    |
| 31 | Raul Boesel            | Berta Volkswagen 1500      | UFO - Varig - Agip - Ricale         |
| 31 | Juan Carlos Ridolfi    | Berta Volkswagen 1500      | UFO                                 |
| 32 | Anor Friedrich         | Muffatão Volkswagen Passat | Ipiranga GP Super                   |
| 35 | Ricardo Risatti        | Berta Renault 18           | UFO                                 |
| 46 | Miguel Angel Guerra    | Berta Renault 18           | UFO - Poxipol - Osram               |
| 47 | Norberto Picetti       | Berta Renault 18           | UFO - Poxipol - Osram               |
| 55 | Jorge Omar del Río     | Berta Volkswagen 1500      | Cigarrillos 43/70                   |
| 66 | Gustavo Der Ohanessian | Berta Volkswagen 1500      |                                     |
| 74 | Enrique Benamo         | Berta Renault 18           | Burger King - Delfabro              |
| 80 | Juan Carlos Giacchino  | Berta Renault 18           | UFO                                 |
| 84 | Nestor Gurini          | Crespi Renault 18          |                                     |
| 89 | Daniel Cingolani       | Berta Volkswagen 1500      |                                     |

## Pilotos temporada 1985
| N° | Piloto                   | Carro                      | Patrocinadores                                      |
| -- | ------------------------ | -------------------------- | --------------------------------------------------- |
| 1  | Guillermo Maldonado      | Berta Volkswagen 1500      | Cigarrillos 43/70 - Yomel - Alba                    |
| 2  | Alberto Scarazzini       | Berta Volkswagen 1500      | Cigarrillos 43/70                                   |
| 3  | Leonel Friedrich         | Muffatão Volkswagen Passat | Ipiranga GP Super                                   |
| 4  | Anor Friedrich           | Muffatão Volkswagen Passat | Ipiranga GP Super                                   |
| 5  | Rubén Luis di Palma      | Berta Volkswagen 1500      | Cigarrillos 43/70                                   |
| 7  | Cezar Pegoraro           | Muffatão Volkswagen Passat | Grendene - Taurus                                   |
| 8  | Pedro Bartelle           | Muffatão Volkswagen Passat | Grendene - Taurus                                   |
| 9  | Gustavo Der Ohanessian   | Berta Volkswagen 1500      | Fujicolor                                           |
| 11 | Josué de Mello Pimenta   | Muffatão Volkswagen Passat |                                                     |
| 12 | Francisco Feoli          | Berta Volkswagen Passat    | Kodak - Gradiente                                   |
| 14 | Gustavo Sommi            | Berta Renault 18           | Cerámicas Zanon - Italpark                          |
| 15 | José Pedro Passadore     | Berta Renault 18           | Cerámicas Zanon                                     |
| 16 | Marcos Troncón           | Heve Volkswagen Passat     |                                                     |
| 18 | Nestor Gurini            | Berta Renault 18           | Cigarrillos 43/70 - Alba                            |
| 20 | Pedro Muffato            | Muffatão Volkswagen Passat | Café Presidente - Vera Cruz Aseguradora - TV Tarobá |
| 22 | Guillermo Kissling       | Berta Renault 18           | Cerámicas Zanon - Bardahl                           |
| 23 | Ernesto Jochamowitz      | Berta Renault 18           | Italpark                                            |
| 24 | Darcio dos Santos        | Muffatão Volkswagen Passat | Ellus                                               |
| 28 | Luiz Alberto Castro      | Muffatão Volkswagen Passat |                                                     |
| 29 | José Pedro Chateaubriand | Muffatão Volkswagen Passat |                                                     |
| 30 | Fernando Croceri         | Berta Volkswagen 1500      | Maderera Cordoba - Video Costa                      |
| 31 | Eliseo Salazar           | Berta Volkswagen 1500      | Ellus - Golden Cross                                |
| 34 | Juan Carlos Giacchino    | Berta Renault 18           | Fujifilm                                            |
| 35 | Ricardo Risatti          | Berta Renault 18           |                                                     |
| 38 | Roberto Urretavizcaya    | Berta Volkswagen 1500      | UFO                                                 |
| 39 | Carlos Pescador          | Berta Volkswagen 1500      |                                                     |
| 42 | Osvaldo Lopez            | Berta Volkswagen 1500      |                                                     |
| 43 | Daniel Cingolani         | Berta Ford Sierra          |                                                     |
| 46 | Miguel Angel Guerra      | Berta Renault 18           | UFO - Poxipol - Comercio Exterior                   |
| 47 | Norberto Picetti         | Berta Renault 18           | UFO                                                 |
| 50 | Jorge Turrión            | Berta Volkswagen 1500      |                                                     |
| 51 | Eduardo Grinovaro        | Berta Volkswagen 1500      |                                                     |
| 54 | Enrique Benamo           | Berta Renault 18           | Orient                                              |
| 55 | Daniel Keagan            | Berta Volkswagen 1500      |                                                     |
| 58 | Rafael Verna             | Berta Volkswagen 1500      |                                                     |
| 60 | Victor Romagnoli         | Berta Renault 18           | Agfacolor - Guaraú - Del Fabro                      |

## Pilotos temporada 1986
| N° | Piloto                 | Carro                      | Patrocinadores                                          |
| -- | ---------------------- | -------------------------- | ------------------------------------------------------- |
| 1  | Guillermo Maldonado    | Berta Volkswagen 1500      | Cigarrillos 43/70 - Acrilalba                           |
| 2  | Josué de Mello Pimenta | Berta Volkswagen Gacel     | Dimep - Mobil - Octoplan - Giustino                     |
| 3  | Leonel Friedrich       | Berta Volkswagen Passat    | Ipiranga GP Super                                       |
| 5  | Alberto Scarazzini     | Berta Volkswagen 1500      | John Player Special                                     |
| 6  | Guillermo Kissling     | Berta Renault 18           | John Player Special                                     |
| 7  | Cezar Pegoraro         | Berta Volkswagen Passat    | Pierre Alexander - Grendene                             |
| 8  | Pedro Bartelle         | Muffatão Volkswagen Passat | Pierre Alexander - Grendene                             |
| 11 | Osvaldo Scheer         | Berta Volkswagen Passat    |                                                         |
| 12 | Francisco Feoli        | Muffatão Volkswagen Passat | Kodak - Gradiente                                       |
| 14 | Gustavo Sommi          | Berta Renault 18           | UFO - Zanon - Prestolite                                |
| 15 | Miguel Angel Guerra    | Berta Renault 18           | UFO - Poxipol - Federal Mogul                           |
| 16 | Marcos Troncón         | Heve Volkswagen Passat     | Agip                                                    |
| 18 | Lucio D´Andrea         | Berta Renault 18           | Loteria de Salta - Ceramica del Norte s.a.              |
| 19 | Rafael Verna           | Berta Renault 18           | Loma Negra - Calera El Fenomeno                         |
| 20 | Pedro Muffato          | Muffatão Volkswagen Passat | Vera Cruz Seguradora - Café Presidente - TV Tarobá      |
| 23 | Giovanni Sesana        | Berta Renault 18           | Denim                                                   |
| 20 | Darcio Dos Santos      | Muffatão Volkswagen Passat |                                                         |
| 30 | Fernando Croceri       | Berta Volkswagen 1500      | Maderera Cordoba - Fides Seguros - Noblex - Ricale      |
| 31 | Nestor Gurini          | Berta Volkswagen 1500      | Cigarrillos 43/70 - Acrilalba                           |
| 34 | Juan Carlos Giacchino  | Berta Renault 18           | Wynn´s                                                  |
| 35 | Ricardo Risatti        | Berta Renault 18           | Cemento Comodoro                                        |
| 45 | Carlos Günther         | Berta Renault 18           | Visite Misiones - Cataratas de Iguazú                   |
| 54 | Enrique Benamo         | Berta Renault 18           | Orient                                                  |
| 59 | Humberto Dana          | Berta Volkswagen 1500      |                                                         |
| 60 | Victor Romagnoli       | Berta Renault 18           | Iguapé - Guarai - Del Fabro                             |
| 68 | Luis Pescador          | Berta Volkswagen 1500      | Vinos Los Parrales - Baterias Zarate - Mecanica Salteña |
| 69 | Juan Cochesa           | Dallara Alfa Romeo         | Cimani - Rines                                          |
| 70 | Jorge Cortes           | Berta Renault 18           |                                                         |
| 72 | Juan María Traverso    | Berta Renault 18           | Vigia                                                   |